# Jimmy Gilmer & the Fireballs
Jimmy Gilmer & The Fireballs waren eine in den 1960er Jahren erfolgreiche US-amerikanische Popband. Sie wurde 1958 zunächst unter dem Namen „The Fireballs“ gegründet.

## Werdegang
Das Quartett konnte den Musikproduzenten Norman Petty, dem Manager von Buddy Holly, als ihren Manager gewinnen. Dieser besaß ein eigenes Tonstudio und produzierte die erste Single Torquay, ein Instrumentalstück, das Platz 39 der US-Charts erreichte.
Ab 1963 erfolgte dann eine Umbenennung in Jimmy Gilmer & The Fireballs. Mit der Single Sugar Shack erreichte man Platz 1 der Hitparade und hatte einen Millionenseller. Der Nummer-eins-Hit blieb für fünf Wochen auf Rang eins und präsentierte sich mit Flöte, Hammond Solovox-Orgel und einem 6-Saiten-Danelectro-Bass und war mit 1,18 Millionen verkauften Exemplaren der umsatzstärkste Hit des Jahres 1963 noch vor Paul & Paula mit Hey Paul (1,03 Millionen).
Ende der 1960er Jahre löste sich die Formation auf.

## Mitglieder
Gründung
- George Tomsco: Gitarre, Gesang
- Chuck Tharp: Gitarre, Gesang
- Dan Trammel: Gitarre
- Stan Lark: Bass
- Eric Budd: Schlagzeug

Ab 1963
- Jimmy Gilmer: Gesang, Piano
- George Tomsco: Gitarre, Gesang
- Stan Lark: Bass
- Doug Roberts: Schlagzeug

## Diskografie

### Alben
- 1960: The Fireballs
- 1960: Vaquero
- 1961: Here Are the Fireballs
- 1963: Sugar Shack
- 1963: Torquay
- 1964: Buddy’s Buddy
- 1965: Lucky ’Leven
- 1965: Folkbeat
- 1966: Campusology
- 1968: Firewater!
- 1968: Bottle of Wine
- 1969: Come On, React!

### Singles
| Jahr | Titel Album                   | Höchstplatzierung, Gesamtwochen, AuszeichnungChartplatzierungen (Jahr, Titel, Album, Platzierungen, Wochen, Auszeichnungen, Anmerkungen) | Höchstplatzierung, Gesamtwochen, AuszeichnungChartplatzierungen (Jahr, Titel, Album, Platzierungen, Wochen, Auszeichnungen, Anmerkungen) | Anmerkungen |
| Jahr | Titel Album                   | UK | US | Anmerkungen |
| ---- | ----------------------------- | --- | --- | ----------- |
| 1959 | Torquay The Fireballs         | — | US39 (13 Wo.)US |             |
| 1960 | Bulldog The Fireballs         | — | US24 (12 Wo.)US |             |
| 1960 | Vaquero (Cowboy) Vaquero      | — | US99 (1 Wo.)US |             |
| 1961 | Quite A Party Torquay         | UK29 (9 Wo.)UK | US27 (10 Wo.)US |             |
| 1963 | Sugar Shack                   | UK45 (8 Wo.)UK | US1 (15 Wo.)US |             |
| 1963 | Daisy Petal Pickin’ Firewater | — | US15 (11 Wo.)US |             |
| 1964 | Ain’t Gonna Tell Anybody      | — | US53 (7 Wo.)US |             |
| 1967 | Bottle Of Wine Bottle of Wine | — | US9 (14 Wo.)US |             |
| 1968 | Goin’ Away Bottle of Wine     | — | US79 (4 Wo.)US |             |
| 1968 | Come On, React!               | — | US63 (8 Wo.)US |             |
| 1969 | Long Green                    | — | US73 (7 Wo.)US |             |

Weitere Singles
- 1958: I Don’t Know
- 1959: Long Long Ponytail
- 1960: Foot-Patter
- 1960: Almost Paradise
- 1961: Rik-A-Tik
- 1963: Blacksmith Blues
- 1963: Torquay Two
- 1964: Daytona Drag
- 1964: Look at Me
- 1964: Wishing
- 1964: Dumbo
- 1965: She Belongs to Me
- 1966: Ja-Da
- 1968: Chicken Little
- 1969: Watch Her Walk